# 安定连礁
安定连礁位于南中国海中沙群岛中沙大环礁南部边缘，东与海鸠暗沙相距约2.4海里，西南与美溪暗沙相距约15海里。整个连礁全部在海面以下，最浅处水深约18米，等深线20米以上面积约1平方公里。1947年和1983年公布名称均为“安定连礁”。